# For What It's Worth (chanson de Buffalo Springfield)
Pour les articles homonymes, voir For What It's Worth.
Singles de Buffalo Springfield
Burned
(1966) Bluebird
(1967)
For What It's Worth est une chanson de Buffalo Springfield sortie en single en janvier 1967.
Le single atteint la septième place du Billboard Hot 100. Son succès entraîne une réédition du premier album du groupe, Buffalo Springfield, où For What It's Worth est ajoutée à la place d'un autre titre, Baby Don't Scold Me.
Stephen Stills a déclaré avoir écrit cette protest song en réaction aux émeutes opposant jeunes et forces de l'ordre à la suite de la fermeture d'un club sur Sunset Strip, à Los Angeles. For What It's Worth a été par la suite adoptée par les opposants à la guerre du Viêt Nam, et est présente dans la bande-son de nombreux films : Les Années coup de cœur, Né un 4 juillet, Les Rois du désert, Forrest Gump, À la Maison-Blanche, Jarhead, Tonnerre sous les tropiques, Las Vegas Parano,  He Got Game ou Lord of War. Le groupe Buffalo Springfield apparaît à l'écran l'interprétant (ainsi qu'une autre chanson) dans la boite de nuit Lost Dimension, dans l'épisode Le Gourou, pour la première fois diffusé en octobre 1967, de la première saison de la série télévisée Mannix.
En 2000, la chanson reçoit le Grammy Hall of Fame Award.  
En 2004, le magazine Rolling Stone classe For What It's Worth à la 63e place dans sa liste des 500 plus grandes chansons de tous les temps. Elle est également sélectionnée par le Rock and Roll Hall of Fame, en 1995, comme l'une des « 500 chansons qui ont façonné le rock 'n' roll ».